# Ecotxe
Ecotxe és una cooperativa de consum amb seu a Palma que ofereix el servei de cotxe multiusuari.
La cooperativa es va fundar en 2016, està formada per 251 persones i entitats sòcies i compta amb cinc vehicles elèctrics distribuïts a diverses ubicacions de Palma i Esporles (Mallorca).